# منتخب جنوب إفريقيا لكرة الطائرة للسيدات
منتخب جنوب أفريقيا لكرة الطائرة للنساء (بالإنجليزية: South Africa women's national volleyball team)‏ هو ممثل جنوب أفريقيا الرسمي في المنافسات الدولية في كرة طائرة في فئة كرة الطائرة للسيدات.